# ウォルター・ベデル・スミス

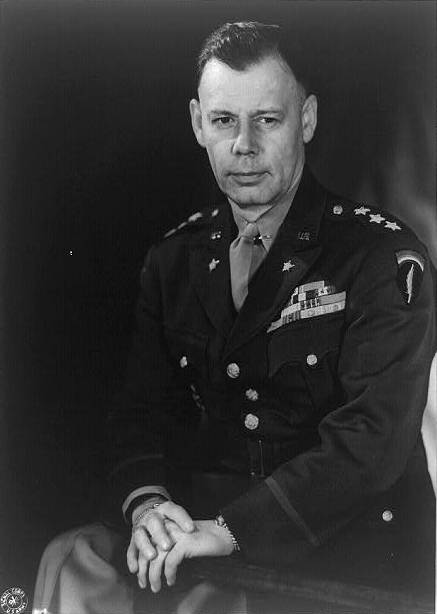
ウォルター・ベデル・スミス

ウォルター・ベデル・スミス（Walter Bedell Smith, 1895年10月5日 - 1961年8月9日）は、アメリカ合衆国の外交官、軍人、政治家。1950年から1953年まで中央情報長官（CIA長官）を務めた。
なお、"Bedell"の発音は「ビーデル」により近く、このことから、"Beetle"というニックネームが付いている。

## 生涯
スミスはインディアナ州兵として兵役に就いた。スミスは第一次世界大戦において第4歩兵師団に所属し、予備役将校として指揮を行った。スミスはフランスでの戦闘に参加した。
ジョージ・マーシャルが陸軍参謀総長に就任
すると、少佐の地位にあったスミスは陸軍参謀本部の事務官補佐として指名を受けた。スミスは1941年9月に陸軍参謀本部の事務官となり、1942年2月に統合参謀本部で事務官となった。アメリカ陸軍が北アフリカへ侵攻する際、マーシャルはスミスを連合軍最高司令官ドワイト・アイゼンハワーの参謀長として任命し、イングランドへ派遣した。スミスはナチス・ドイツが正式に降伏した1945年5月8日（ヨーロッパ戦勝記念日）まで参謀長を務めた。
スミスはジョージ・パットン将軍の更迭など悪いニュースの発表を任されたことから、無愛想な高官としての評判を与え、しばしばアイゼンハワーの殺し屋ではないかとも揶揄された。またスミスは人種差別の肯定者としても知られ、戦争時にアフリカ系アメリカ人兵士の有効性について疑問を呈す著述や会話を行ったことをしばしば注意された。
一方、事務仕事に長けていたスミスは連合軍最高司令部内の調整や雑務を迅速に処理し、総司令官のアイゼンハワーを煩瑣な司令部業務から解放した。アイゼンハワーは空いた時間を活用して精力的に前線部隊を視察し、将兵と交流・激励した。この結果、米軍将兵間でのアイゼンハワーの人気が高まり、戦後、アイゼンハワーが大統領選に出馬した際は、アイゼンハワーをアイクと呼んで敬愛する復員した将兵が大きな支持母体となった。このことから、スミスは「アイゼンハワーをアイクにした男」と呼ばれる。
1946年3月、スミスはハリー・トルーマン大統領から駐ソビエト連邦大使への指名を受け、アメリカ陸軍を辞職した。スミスは1946年4月にモスクワへ赴任し、1948年12月まで大使職を務めた。スミスは1949年にアメリカに帰国し、アメリカ陸軍で大将として第1軍を指揮した。
スミスは1950年に中央情報長官（CIA長官）となる。
スミスは1953年から1954年まで国務次官を務め、アメリカ国家安全保障局の組織構築に貢献した。
1961年8月9日、スミスは心臓発作により、ワシントンD.C.のウォルター・リード陸軍病院で死去した。スミスの遺体はアーリントン国立墓地の第7区画に埋葬された。